# Péninsule du Yucatán
La péninsule du Yucatán se situe au sud-est du Mexique.
Elle est bordée par la mer des Caraïbes à l'est, par le golfe du Mexique à l'ouest et par la Sierra Madre del Sur au sud.
Elle comprend, au sens strict, les États de Campeche, de Yucatán et de Quintana Roo.
Au sens le plus large, on peut y adjoindre les États de Tabasco et de Chiapas, limitrophes au sud et situés en deçà de l'isthme de Tehuantepec (ou isthme du Mexique).

## Géographie

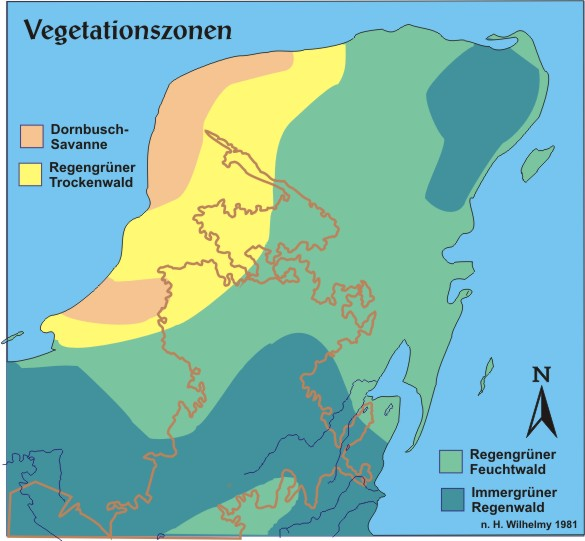
Zones de végétation du Yucatan
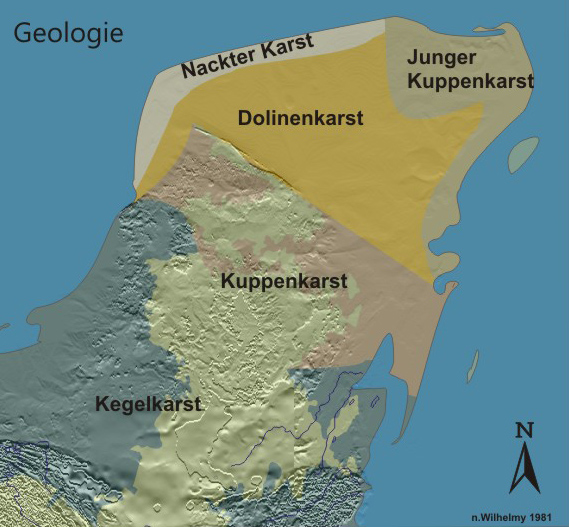
Géologie du Yucatan

La péninsule mesure approximativement 300 km de long et 250 km de large. Les côtes sont bordées par des récifs coralliens à l’est, alors que mangroves et marécages se développent au nord et à l’ouest.
Son altitude s’élève graduellement de la côte caraïbe vers l’intérieur des terres, dépassant rarement 50 mètres.
La région est un vaste plateau calcaire, aussi plate qu’une galette, avec quelques petites collines çà et là mais sans montagnes. Le relief le plus élevé est la « sierrita de Tical », dans le sud de la région, qui a une altitude un peu inférieure à 200 m.
Le climat du Yucatán est tropical avec des averses annuelles de 700 mm dans le nord-ouest et de 1 700 mm sur l’île de Cozumel. 90 % des précipitations se réalisent durant la saison des pluies de juin à octobre. Elles sont plus importantes dans le sud où la forêt dense se développe. La péninsule possède également une saison sèche entre novembre et mai.
Malgré des pluies assez abondantes, la péninsule du Yucatán n’a pas de véritables rivières, hormis quelques ruisseaux côtiers, dont deux sont notables : le río Candelaria qui se jette au sud-ouest dans le golfe du Mexique, et le río Hondo, au sud-est.
L’eau coule plutôt par des voies souterraines qui perforent le sous-sol de cette vaste portion calcaire du sud-est mexicain, en créant des cénotes, typiques cavités noyées.
Cette particularité hydrographique, associée au climat, entraîne parfois des sécheresses dans le nord-est de la péninsule.

## Histoire
Le cratère de Chicxulub de 180 km de diamètre, dont le centre est proche de la côte nord du Yucatán, serait dû à une météorite de 10 km de diamètre environ ayant percuté la planète à près de 90 000 km/h il y a 66 millions d’années. Cet impact et ses conséquences seraient une cause possible de l’extinction des dinosaures et de nombreuses autres espèces, marquant également la fin du mésozoïque.
Autrefois, bien après le premier peuplement de l'Amérique, les Mayas de la période post-classique ont développé dans la péninsule du Yucatán une civilisation centrée sur des cités-États concurrentes. Parmi ces dernières, Chichén Itzá forme alors un des plus importants centres religieux.
- Période maya archaïque (de -8000 à -2000)
- Période préclassique et classique de la civilisation maya (de -2000 à +750)
- Effondrement de la civilisation maya classique (750-1050)
- Période maya postclassique (900-1539)
- Conquête espagnole du Yucatan (1523-1547), Relation des choses du Yucatán (1566)
- Période coloniale (Nouvelle-Espagne, 1535-1821 ; Capitainerie générale du Yucatán (1565-1821)
- Période postcoloniale (1821-)

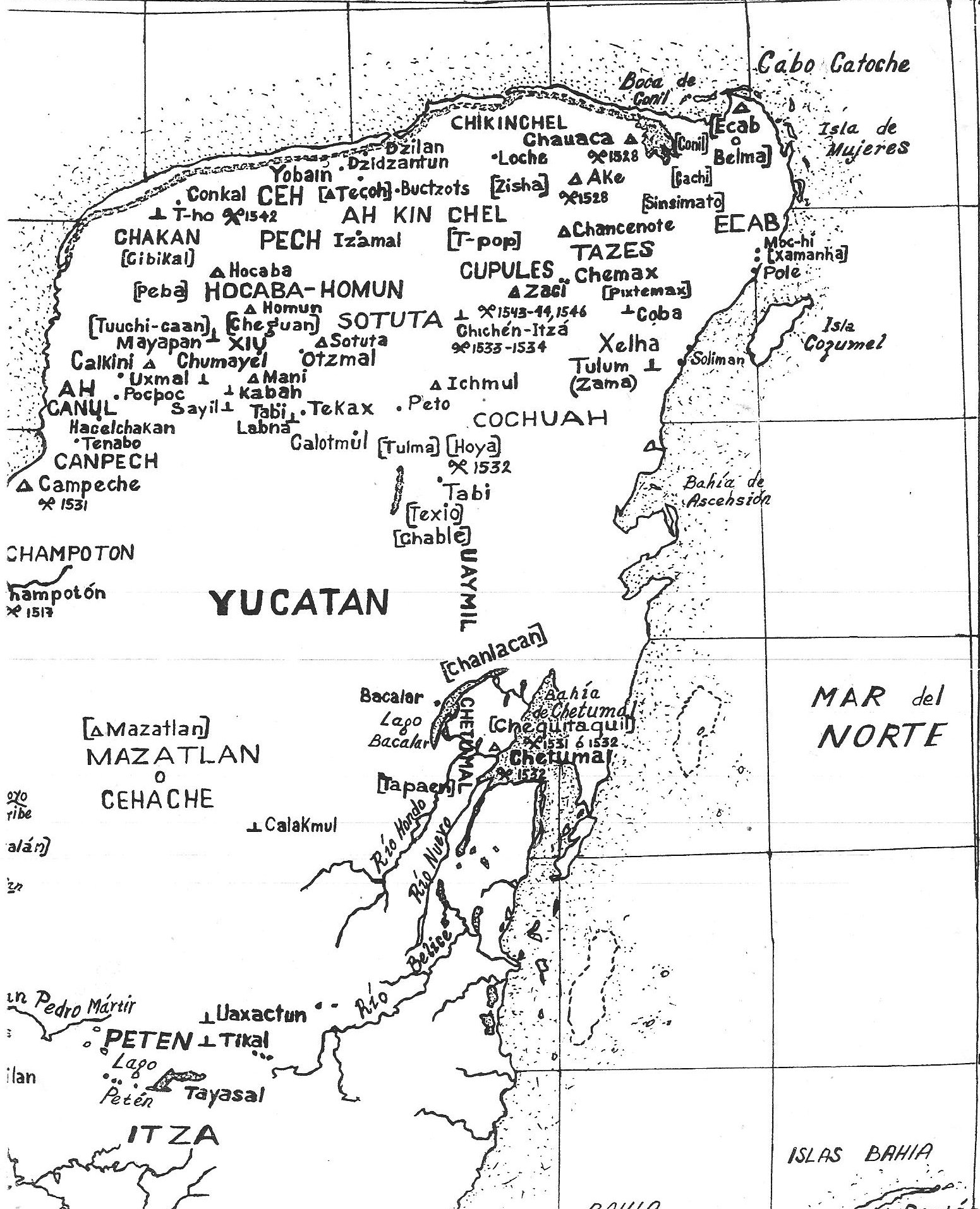
Cités mayas (vers 1500)
Chefferies mayas vers 1500 (selon Ralph Roys)
Expédition de Francisco Hernández de Córdoba au Yucatán (1517)
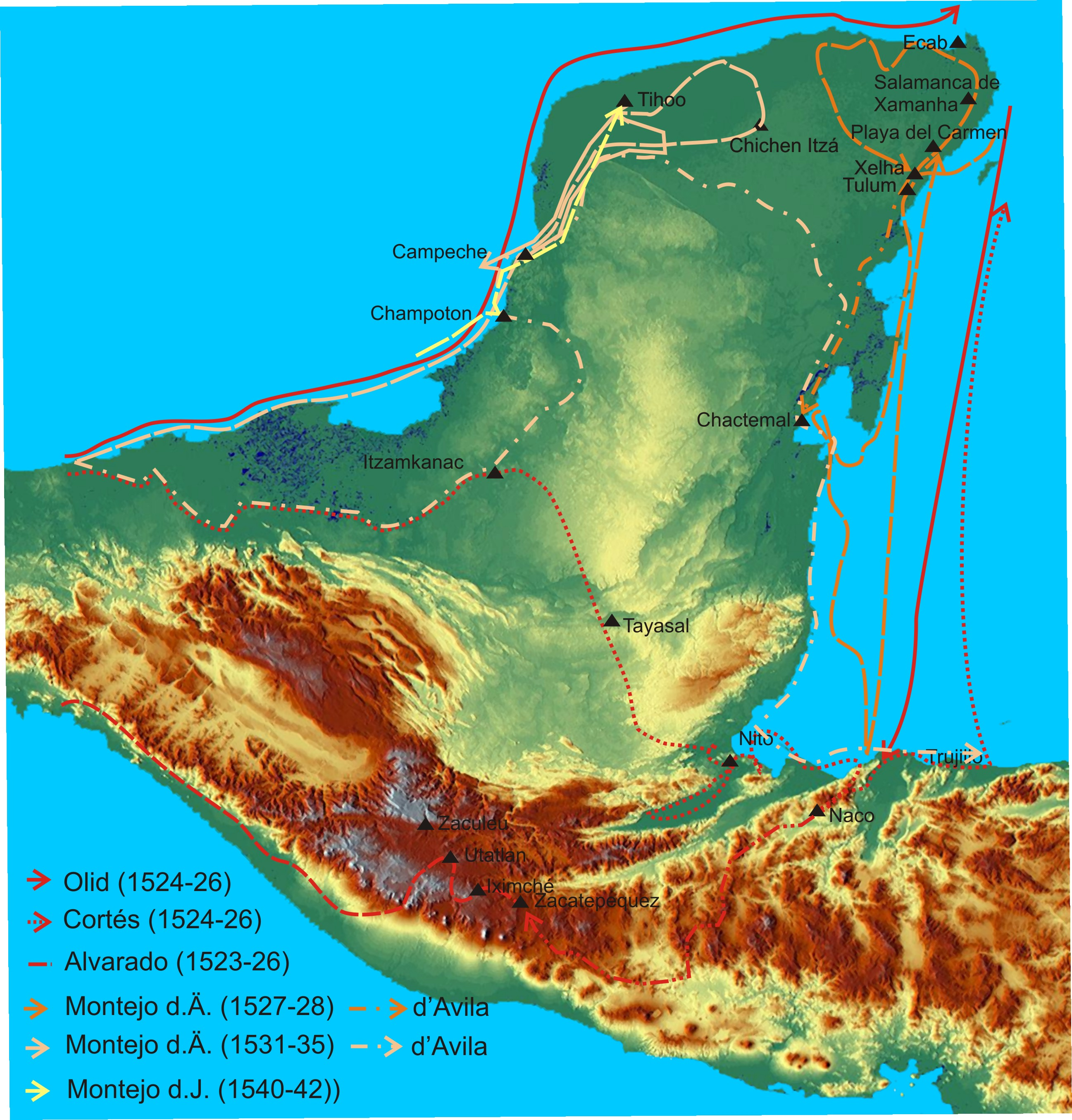
Conquête espagnole du Yucatan (1523-1547) en partie par Francisco de Montejo
Provinces espagnoles du Yucatan (1547)

- Rébellion indigène de Cisteil (es), Jacinto Canek (es) (1730-1761, Jacinto Uc de los Santos)
- Indépendance du Yucatan (es) (1821-1848)
- République du Yucatán (1840-1848), Guerre des castes (1847-1901)
- Révolution mexicaine au Yucatan (es) (1910-1920)
- Dirigeants du Yucatán (es)

## Réserves naturelles
(juin 2020).
Dans cette région, plusieurs réserves naturelles ont été définies. Les plus importantes sont celles de Calakmul (réserve de biosphère), de Ría Celestun (réserve de biosphère), de Sian Ka'an (réserve de biosphère) et de Otoch Ma’ax Yetel Kooh (réserve de flore et de faune).
Ces réserves sont contrôlées par le gouvernement du Mexique par l’entremise du ministère de l’Environnement (Secretaría de Medio Ambiante y Recursos Naturales, SEMARNAT) et de la Commission nationale pour les territoires naturels protégés (Comisión Nacional de Áreas Naturales Protegidas, CONANP). Toutefois, 95 % des aires protégées ne sont pas propriété du Gouvernement du Mexique mais plutôt détenues par des citoyens ou par des regroupements de communautés (ejido) introduits lors du régime de Lázaro Cárdenas. Cette réalité amène une mauvaise communication entre les différents paliers et ainsi rend la biodiversité vulnérable.

## Biodiversité
Ces réserves naturelles au Yucatán permettent de conserver un grand nombre d’espèces animales et végétales. Il est estimé qu’une communauté maya peut utiliser entre 300 et 500 espèces animales et végétales pour sa survie.
Les grosses espèces animales sont impliquées dans l’alimentation lors de la chasse. Parmi celles-ci, on retrouve des espèces herbivores comme le daguet rouge (Mazama americana), le cerf à queue blanche (Odocoileus virginianus) et le tapir de Baird (Tapirus bairdii). Les espèces insectivores comme le tamandua du Mexique (Tamandua mexicana) et le tatou à neuf bandes (Dasypus novemcinctus) sont aussi représentées. La péninsule du Yucatán sert aussi d’habitat pour plusieurs espèces omnivores. Parmi celles-ci, le raton laveur (Procyon lotor), la martre à tête grise (Eira barbara) et le pécari à collier (Pecari tajacu) sont présents. On retrouve aussi des espèces frugivores comme le hurleur du Guatemala (Alouatta pigra) ou l’atèle de Geoffroy (Ateles geoffroyi). Tous ces consommateurs sont essentiels pour le maintien de la population des carnivores. Parmi les petits carnivores, des espèces comme le kinkajou (Potos flavus), le coati à nez blanc (Nasua narica), le margay (Leopardus wiedii) et la belette à longue queue (Mustela frenata) peuplent la péninsule. Le jaguar (Panthera onca), le puma (Puma concolor) ou l’ocelot (Leopardus pardalis) sont de plus gros carnivores.
Dans la péninsule du Yucatán, on retrouve aussi plusieurs espèces d’oiseaux. Le colin à gorge noire (Colinus nigrogularis), l’ortalide chacamel (Ortalis vetula), le grand hocco (Crax rubra) et le grand tinamou (Tinamus major) font partie de ces espèces,.
Les reptiles sont aussi représentés par des espèces comme les iguanes (Ctenosaura sp.) et le crocodile de Morelet (Crocodylus moreletii).
Parmi les espèces présentes, on retrouve toutefois des espèces pour qui la conservation est très importante. En effet, le pécari à lèvres blanches (Tayassu pecari), le tapir de Baird (Tapirus bairdii) ou le grand tinamou (Tinamus major) n'occupent qu'une infime partie du territoire. Ces espèces sont donc dépendantes des actions prises pour la conservation dans cette péninsule. D'autres espèces comme le hurleur du Guatemala (Alouatta pigra), le bassaris d'Amérique centrale (Bassariscus sumichrasti) ou la pénélope panachée (Penelope purpurascens) occupent un plus grand territoire mais sont tout de même menacées en raison de la déforestation. La conservation dans la péninsule du Yucatán est donc très importante, d'autant plus que cette péninsule renferme une grande biodiversité et plusieurs espèces endémiques qui sont nécessaires au maintien de l'écosystème et à la survie des communautés Mayas avoisinantes.

## Population
La majorité est composée de Mayas et de Métis. La langue maya yucatèque est encore bien utilisée.

## Économie

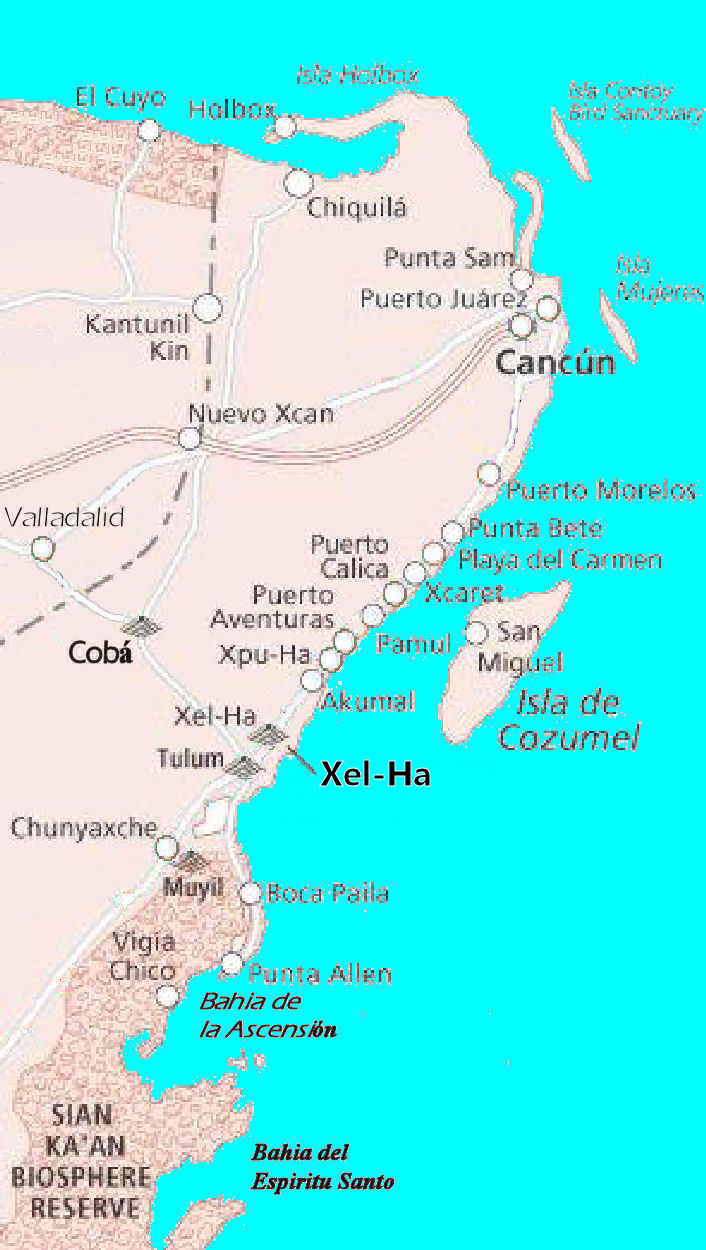
Nord de Quintana Roo

L'économie de la région a longtemps reposé sur l'élevage de bétail, l'exploitation forestière, la culture du chiclé (gomme de latex blanc de sapotillier) et du henequén (sisal de l'Agave fourcroydes).
L'industrie henequénienne au Yucatan (es) a fleuri entre 1910 et 1990.
La liqueur d'henequén (es) est alors également utilisée dans l'industrie textile.
Depuis 1970, le pétrole et le tourisme se sont développés.
L'État mexicain de Quintana Roo vit surtout de la Riviera Maya qui relie Cancún et Tulum.